# Kathedrale von Vannes

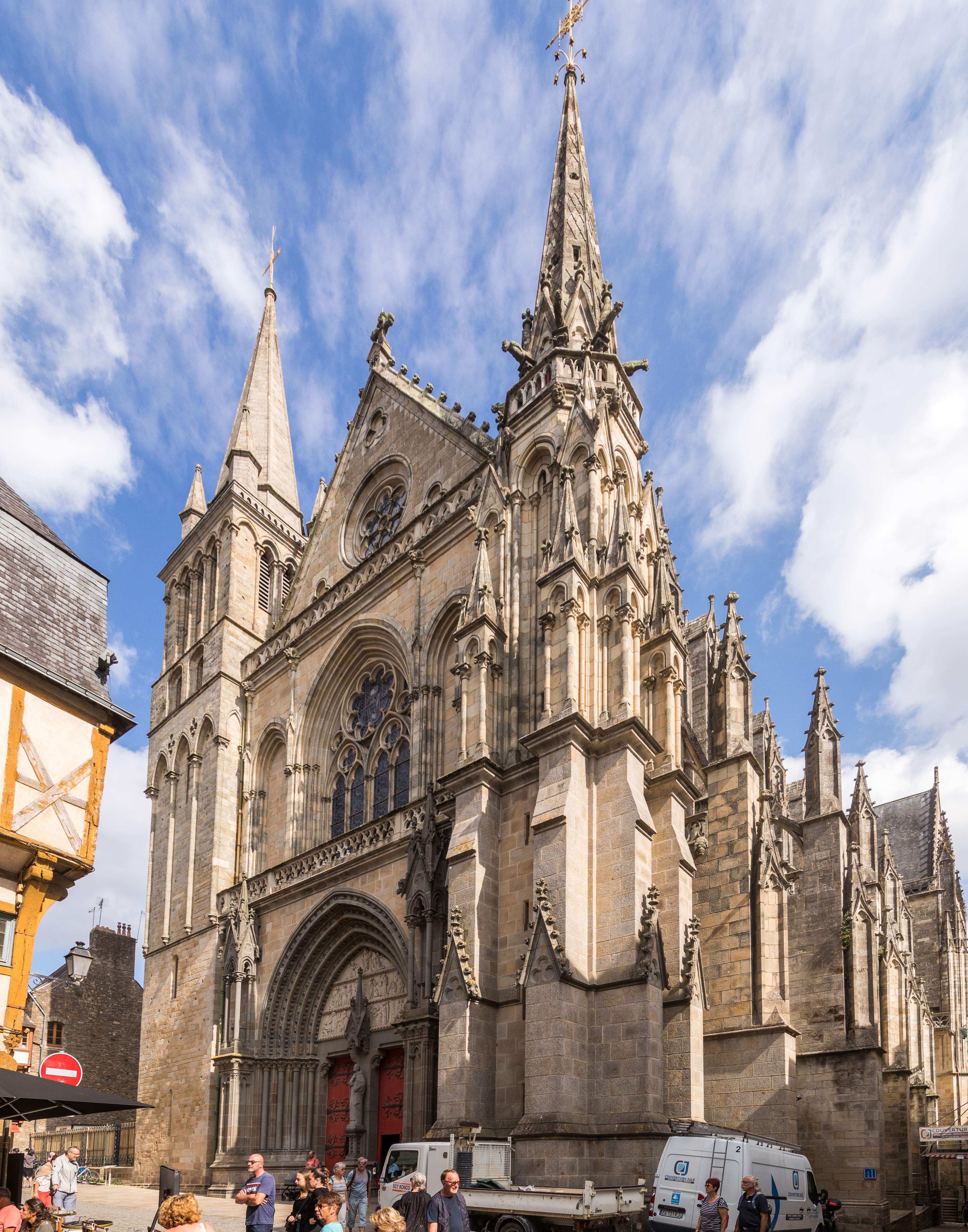
Die Kathedrale von Vannes, links der romanische Turm

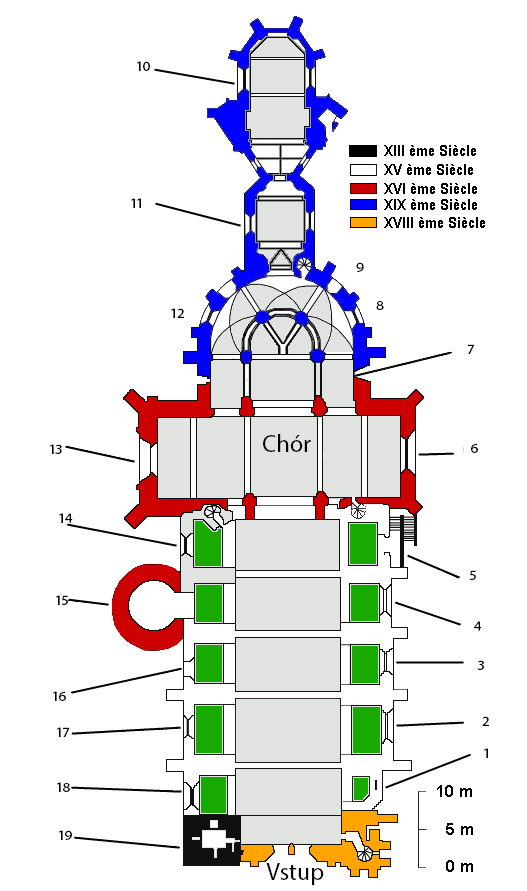
Grundriss der Kathedrale von Vannes

Die Kathedrale von Vannes, französisch Cathédrale Saint-Pierre de Vannes, ist eine römisch-katholische Kathedrale in Vannes, der Hauptstadt des französischen Départements Morbihan. Sie trägt darüber hinaus den Titel einer Basilica minor.
Die Kathedrale wurde im gotischen Stil an Stelle einer älteren romanischen Kathedrale erbaut. Der Bau begann im 15. Jahrhundert und dauerte bis ins 19. Jahrhundert hinein. Älter ist lediglich der romanische Glockenturm aus dem 13. Jahrhundert, der in den Neubau integriert wurde.

## Geschichte

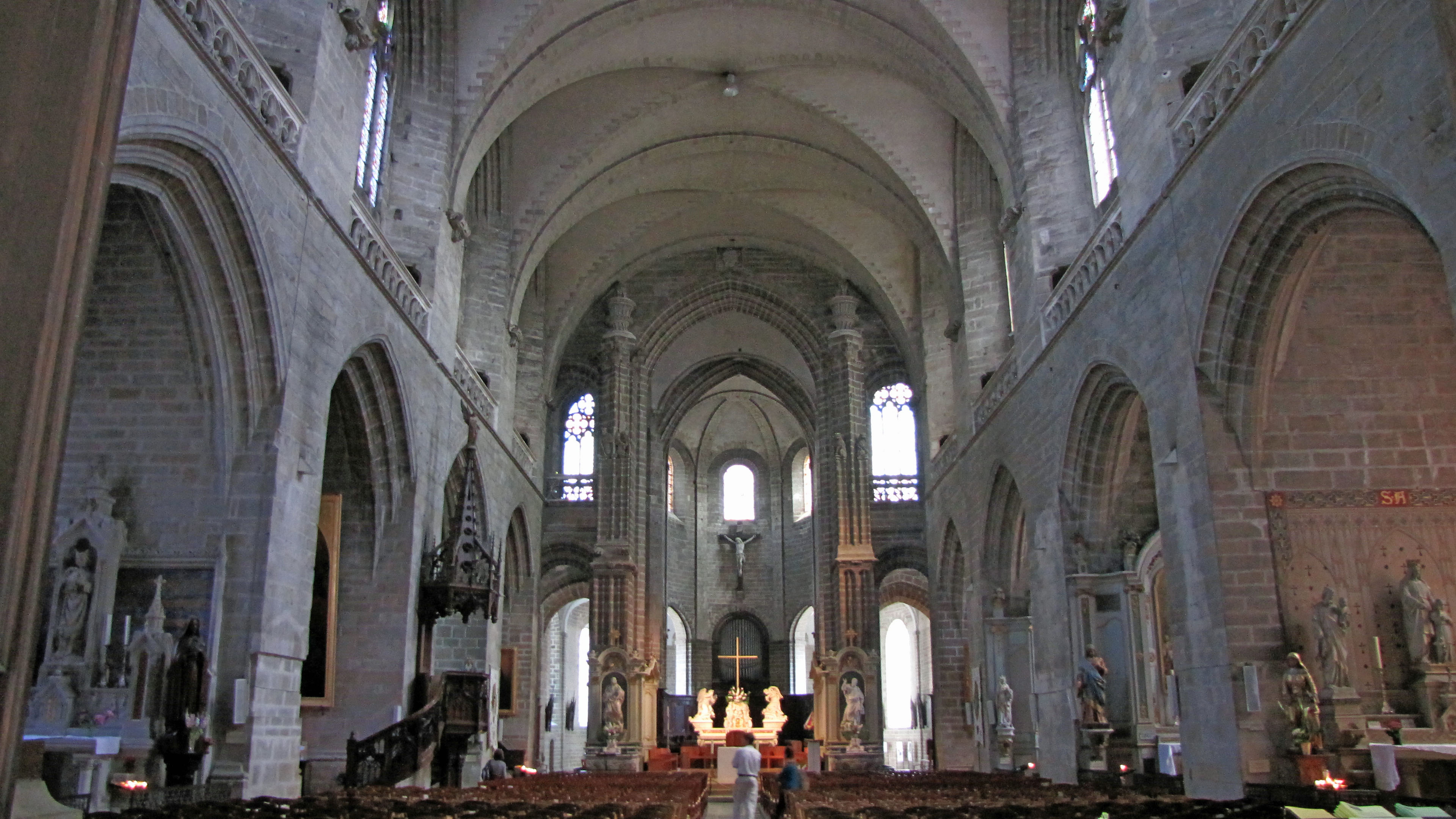
Das Innere

Das älteste Gebäude stammt aus der Zeit um 1020. Im romanischen Stil aus Granit gebaut, wurde es immer wieder durch Anbauten ergänzt, so dass diese Kathedrale ein Bauwerk mit vielen Stilelementen war. Der gotische Neubau im 15. Jahrhundert (zwischen 1450 und 1520) wurde erforderlich, weil das alte Gebäude zu klein für die Pilgerscharen geworden war, die das Grab des Heiligen Vinzenz Ferrer besuchen wollten, der 1419 in Vannes gestorben war und im Chor der Kathedrale beigesetzt wurde.
Aus dieser Zeit stammen das Längs- und das Querschiff sowie der Portalbau an der Nordseite. Dieser Portalbau enthält – entsprechend bretonischen Bräuchen – zwölf Nischen, um Statuen der zwölf Apostel aufzunehmen. Im 16. Jahrhundert wurde an der Nordfassade des Querschiffs in Höhe des fünften Jochs eine runde mehrstöckige Renaissance-Kapelle angefügt, die Chapelle du Saint-Sacrement. Die Gewölbe und der Chor wurden zwischen 1771 und 1774 errichtet. Der Südturm und die Westfassade schließlich stammen aus der Mitte des 19. Jahrhunderts.

## Architektur

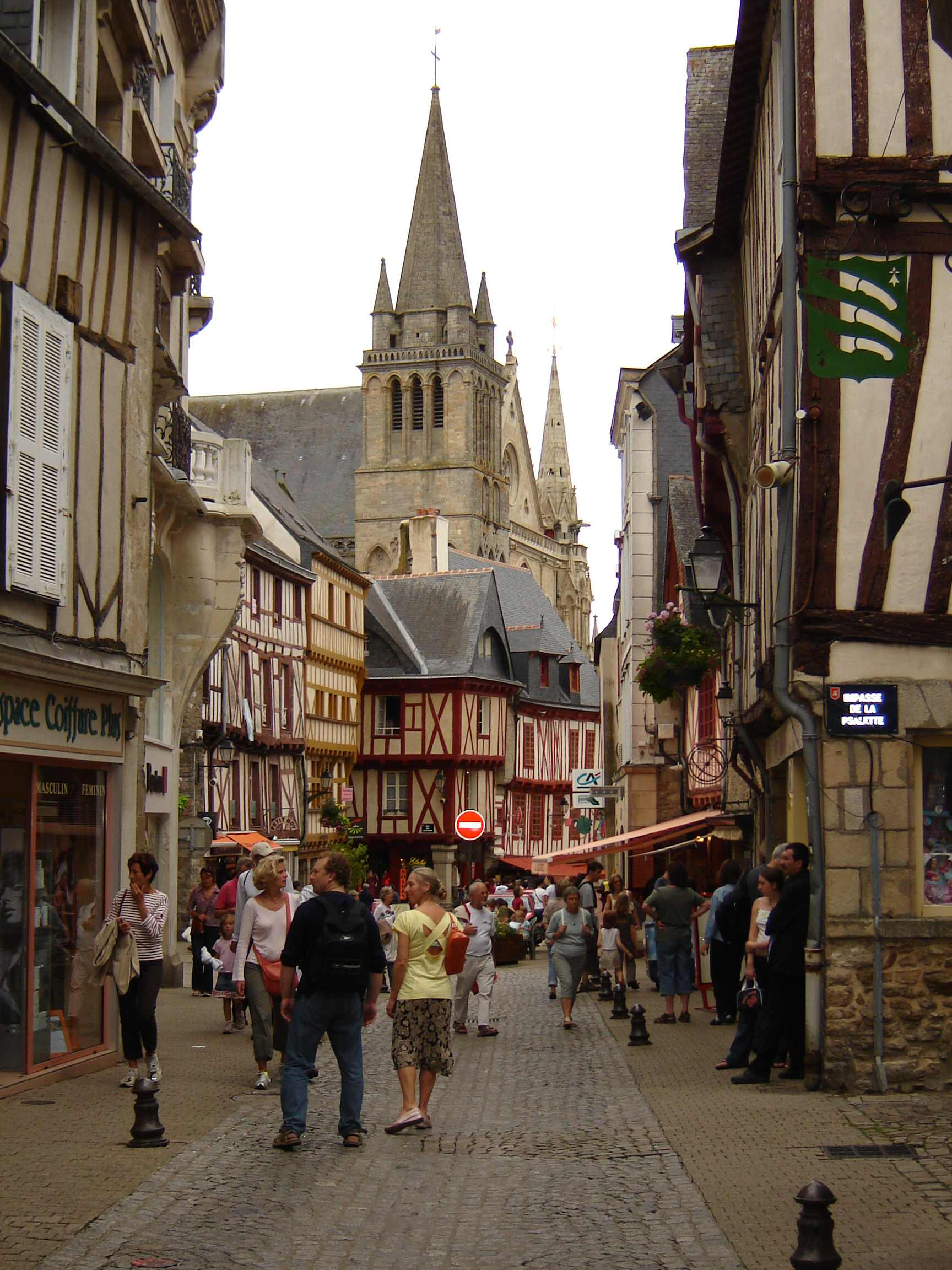
Die Kathedrale von einer Seitenstraße aus gesehen

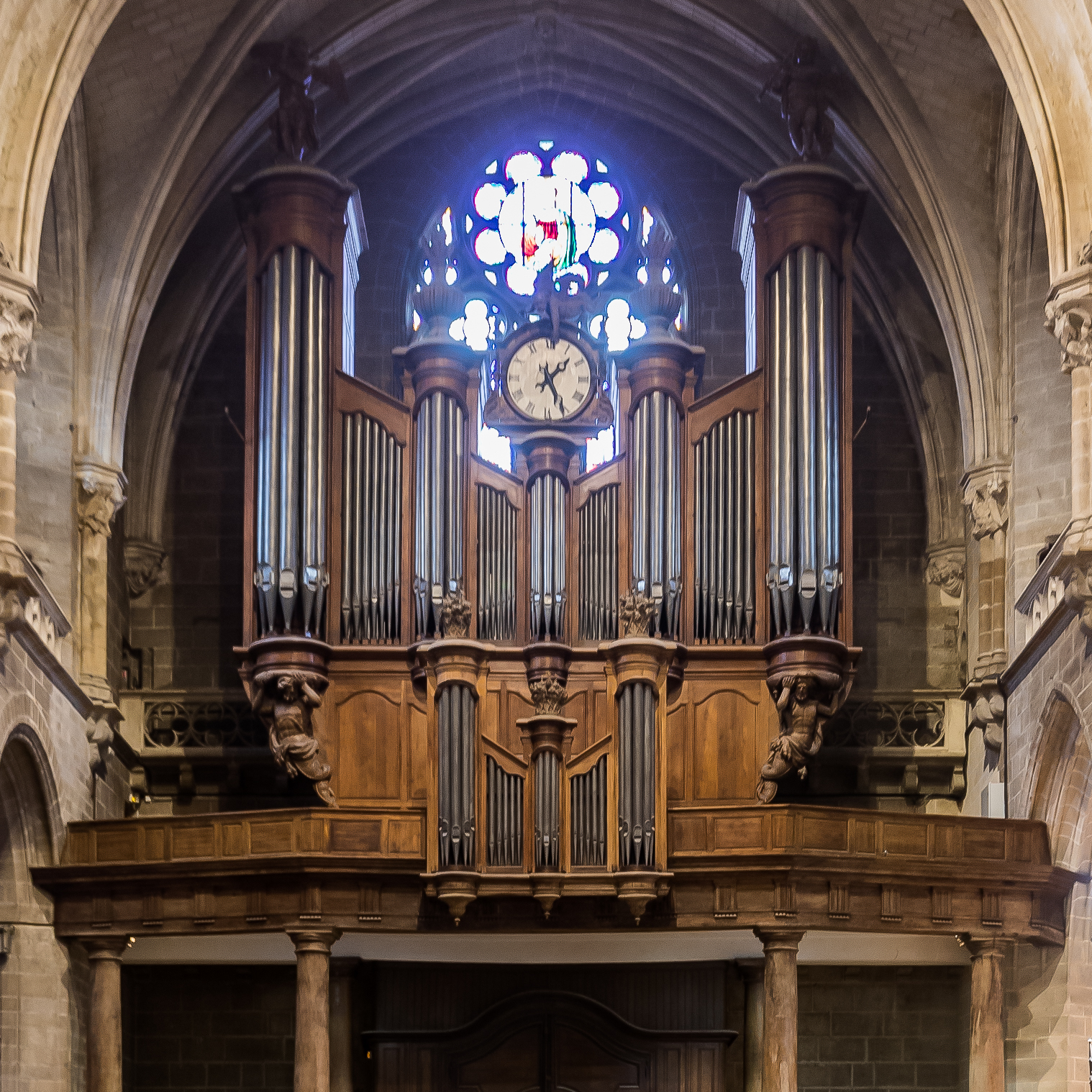
Orgel

### Maße
Die Kathedrale ist 110 Meter lang und damit eine der längsten unter den bretonischen Kathedralen.

### Außen
Die Westfassade wurde 1857 im neogotischen Stil gebaut. Außen auf dem Zentralpfeiler des Portals befindet sich eine Statue des Dominikaners Vinzenz Ferrer, der aus Valencia stammt und dessen Grabmal sich in der Kathedrale befindet. Die Nordfassade öffnet sich auf den Klostergarten hin (mit den Ruinen des Klosters aus dem 16. Jahrhundert) sowie auf die Rue des Chanoines mit der spätgotischen Vorhalle Porche des chanoines und den Nischen für die Statuen der zwölf Apostel.

### Innen
Das Längsschiff erstreckt sich über sechs Jochbögen, deren ersten den Narthex bildet. Es gibt keine Seitenschiffe, stattdessen zwei Serien von fünf Kapellen, die direkt an das Längsschiff angrenzen, sowie den beiden Türmen am ersten Jochbogen.
Der Chor wird von einem großen Chorumgang umgeben, der im Mittelalter dazu diente, die Pilger zu kanalisieren, die das Grab Vinzenz Ferrers sehen wollten.

## Orgel
Die Orgel auf der Westempore wurde 1894 von dem Orgelbauer Debierre erbaut. Das Instrument hat 35 Register auf drei Manualen und Pedal. Die Spiel- und Registertrakturen sind elektrisch.
| I Positif C–g3 |            |       |
| 1.             | Flûte      | 8′    |
| 2.             | Gambe      | 8′    |
| 3.             | Bourdon    | 8′    |
| 4.             | Flûte      | 4′    |
| 5.             | Nazard     | 2 ⁄3′ |
| 6.             | Clarinette | 8′    |

| II Grand Orgue C–g3 |                   |     |
| 7.                  | Montre            | 16′ |
| 8.                  | Bourdon           | 16′ |
| 9.                  | Montre            | 8′  |
| 10.                 | Flûte harmonique  | 8′  |
| 11.                 | Salicional        | 8′  |
| 12.                 | Bourdon           | 8′  |
| 13.                 | Prestant          | 4′  |
| 14.                 | Doublette         | 2′  |
| 15.                 | Plein-Jeu II-V    |     |
| 16.                 | Cornet V          |     |
| 17.                 | Basson acoustique | 16′ |
| 18.                 | Trompette         | 8′  |
| 19.                 | Clairon           | 4′  |

| III Récit C–g3 |                   |     |
| 20.            | Quintaton         | 16′ |
| 21.            | Flûte traversière | 8′  |
| 22.            | Violoncelle       | 8′  |
| 23.            | Cor de nuit       | 8′  |
| 24.            | Voix céleste      | 8′  |
| 25.            | Flûte octaviante  | 4′  |
| 26.            | Octavin           | 2′  |
| 27.            | Trompette         | 8′  |
| 28.            | Voix humaine      | 8′  |
| 29.            | Basson-Hautbois   | 4′  |

| Pédale C–f1 |             |     |
| 30.         | Contrebasse | 16′ |
| 31.         | Soubasse    | 8′  |
| 32.         | Basse       | 8′  |
| 33.         | Dolce       | 8′  |
| 34.         | Bombarde    | 16′ |
| 35.         | Trompette   | 8′  |